# براندون كورتيس
براندون كورتيس (بالإسبانية: Brandon Cortés)‏ هو لاعب كرة قدم أرجنتيني في مركز الوسط، ولد في 26 يونيو 2001 في Barracas, Buenos Aires ‏ في الأرجنتين. لعب مع بوكا جونيورز.

## وصلات خارجية
- براندون كورتيس على موقع قاعدة بيانات كرة القدم.إي يو (الإنجليزية)
- براندون كورتيس على موقع Soccerway.com (الإنجليزية)
- براندون كورتيس على موقع عالم كرة القدم.نت (الإنجليزية)
- براندون كورتيس على موقع GSA (الإنجليزية)